# ハニー・レーヌ
ハニー・レーヌ（英語: Honey Lane, 1952年3月21日 - ）は、日本のモデル、女優である。ハニー・レイヌの記載も散見される。本名は山口 摩里子（やまぐち まりこ）である。高校在学中の1968年（昭和43年）に16歳で写真家秋山庄太郎のヌードモデルを務めて映画へ出演し、1970年代に女性向け手芸雑誌やファッション雑誌などで活動している。

## 人物・来歴
1952年（昭和27年）3月21日に神奈川県横須賀市で出生する。
北鎌倉高等学校在学中の1968年に16歳で秋山庄太郎のヌード写真モデルを務める。
東映の岡田茂と天尾完次に女優として起用されて同年9月28日公開の成人映画『徳川女刑罰史』で助演して映画に初出演する。
同年11月公開の『好色マンション㊙室』で助演して独立系プロダクション映画に出演、同年12月公開の『女子学生残酷白書 真赤なうぶげ』と1969年（昭和44年）1月公開の『知りすぎた女高生』で主演、同年5月2日公開の東映京都撮影所製作『徳川いれずみ師 責め地獄』と1970年（昭和45年）3月29日公開の東映東京撮影所製作『現代女胴師』でそれぞれ助演する。同年3月に北鎌倉高等学校を卒業する。
1969年出版『アサヒ芸能増刊 あの「いい女」101人のプライバシー』は「南関東K県Y市でY口・Sさんの妻となり、Y口摩里子の本名でY口酒店を切り盛りする二児のママ」と記す。
名鉄百貨店は1970年夏期中元キャンペーンに起用し、雑誌『装苑』は1971年（昭和46年）から翌年の毎号で記事し、他にシルバー編物研究会の『女性ルーム』や日本ヴォーグ社の『編み物ヴォーグ』などの女性向け雑誌のモデルとして人気を博し、1970年代はファッション写真を中心にモデルとして活動する。
1977年（昭和52年）11月26日公開の『瞳の中の訪問者』に7年ぶりで映画出演する。監督の大林宣彦は『HOUSE ハウス』を制作以前、『さびしんぼう』の主演者を当時手掛けていたCMの出演者から探す折に、ソルーナのコマーシャルフィルムを伊豆大島で撮影した当時15歳でヌードデビュー前のハニー・レーヌを最適者に挙げていた。10年後の起用に際して「僕がもう10年早く映画を撮っていたら、僕の映画の主役でスタートして、たぶん一生僕の映画に出演したと思う」と語っている。
秋山庄太郎のモデルから女優へ転身した一星ケミに比して、ハニー・レーヌは高校卒業後7年間映画出演していない。
1992年（平成4年）1月に『サンデー毎日』が横浜市内に在住と記している。

## フィルモグラフィ
クレジットはすべて「出演」である。東京国立近代美術館フィルムセンター（NFC）等の所蔵・現存状況についても記す。
- 『徳川女刑罰史』 : 企画岡田茂・天尾完次、監督石井輝男、主演橘ますみ・吉田輝雄、製作東映京都撮影所、配給東映、1968年9月28日公開（成人映画・映倫番号 15493） - 出演、東映ビデオがDVD化[2][20]
- 『好色マンション㊙室』[7]（『好色マンション室』[4]） : 監督小川欽也、主演林美樹・秋川玲子、製作・配給大蔵映画、1968年11月公開（成人映画・映倫番号 15594）
- 『女子学生残酷白書 真赤なうぶげ』 : 監督渡辺護、脚本五代斗志夫、共演林美樹・白川和子・相原香織、製作東京芸術協会、配給関東映配、1968年12月公開（成人映画・映倫番号 不明） - 主演
- 『知りすぎた女高生』 : 監修向井寛、監督佐々木元、共演桂奈美、製作日本芸術協会、配給中央映画、1969年1月公開（成人映画・映倫番号 不明） - 主演、72分の上映用プリントをNFCが所蔵[3]
- 『素肌の密戯』（『素肌の密戟』[7]） : 監督武田有生、主演辰巳典子・大月麗子、製作・配給六邦映画、1969年2月公開（成人映画・映倫番号 15735）
- 『好色一代 無法松』 : 企画・監督武田有生、主演港雄一・辰巳典子、製作・配給六邦映画、1969年3月公開（成人映画・映倫番号 15765）
- 『徳川いれずみ師 責め地獄』 : 企画岡田茂・天尾完次、監督石井輝男、主演橘ますみ・吉田輝雄、製作東映京都撮影所、配給東映、1969年5月2日公開（成人映画・映倫番号 15824） - 「ハニー」役、東映チャンネルが放映[21]・東映ビデオがDVD化[2][22]
- 『ハレンチ女学生 処女売ります』 : 監督武田有生、主演辰巳典子、製作・配給中央映画、1969年公開（成人映画・映倫番号 不明）
- 『現代女胴師』 : 企画俊藤浩滋・太田浩児、監督高桑信、主演八代万智子・待田京介、製作東映東京撮影所、配給東映、1970年3月29日公開（映倫番号 16255） - 「ルミ」役
- 『瞳の中の訪問者』 : 監督大林宣彦、主演片平なぎさ、製作ホリ企画制作、配給東宝、1977年11月26日公開（映倫番号 19242） - 「楯与理子」役、パイオニアLDCがDVD化[2][23]

## ビブリオグラフィ
国立国会図書館蔵書等にみる書誌である。
- 「五月のハニー」ハニー・レイヌ : 『現代』第3巻第5号所収、講談社、1969年5月発行、p.151-152.
- 「六月のハニー」ハニー・レイヌ : 『現代』第3巻第6号所収、講談社、1969年6月発行、p.151.
- 「16歳 ハニー・レイヌ」 : 『週刊プレイボーイ』昭和44年6月17日号所収、集英社、1969年6月17日発行
- 『家庭全科』11月号、国際情報社、1970年11月発行 - 表紙
- 「ハニーの好きなもの くまちゃん」ハニー・レイヌ : 『装苑』第26巻第10号所収、文化出版局、1971年10月発行、p.166-167.
- 「ハニーの好きなもの 朝ねぼう」ハニー・レイヌ : 『装苑』第26巻第11号所収、文化出版局、1971年11月発行、p.192-193.
- 「ハニーの好きなもの 湯河原、ママちゃん、オンリー・ユー ハニー・レイヌ」ハニー・レイヌ / 高梨豊 : 『装苑』第26巻第12号所収、文化出版局、1971年12月発行、p.154-155.
- 『女性ルーム』1月号、シルバー編物研究会、1972年1月発行 - 表紙
- 「ハニーの選んだおちびさんルック」松田光弘 / ハニー・レイヌ / 増淵達夫 : 『装苑』第27巻第3号所収、文化出版局、1972年3月発行、p.37-43.
- 「秋山庄太郎新作集」ハニーレイヌ・木山佳・桑原幸子・関根恵子・橘ますみ : 『日本カメラ増刊 美しいヌード』昭和47年3月号所収、日本カメラ社、1972年3月発行
- 「ハニーは下町が好き」ハニー・レイヌ / 国房魁 : 『装苑』第27巻第7号所収、文化出版局、1972年7月発行、p.37-42.
- 「二人で話そう 7 名コックさんと迷コックさん」茂出木心護 / ハニー・レイヌ : 同上、p.124-127.
- 「秋山庄太郎作品集 FLOWER&GIRLS」 : 『週刊平凡パンチ』1月10日臨時増刊号所収、平凡出版、1973年1月10日発行
- 「ハニー・レイヌ」秋山庄太郎 : 『話の特集』5月号所収、話の特集、1974年5月発行
- 『蝸牛の軌跡 1949-1974 秋山庄太郎作品集』、秋山庄太郎、日本カメラ社、1974年6月10日発行
- 『秋山庄太郎 私の仕事』（日本フォトコンテスト別冊）、秋山庄太郎、日本写真企画、1976年3月25日発行
- 『裸々裸々乱 秋山庄太郎写真集』、秋山庄太郎、ソノラマ写真選書、朝日ソノラマ、1979年8月 ISBN 4257110236
- 『昭和の美女』、秋山庄太郎、朝日文庫、朝日新聞社、1989年6月 ISBN 402260560X
- 「元祖にんげんワイド大特集 第2弾 ふと思い出す「元祖」の女性たち11人 ハニー・レーヌは酒屋の『肝っ玉母さん』」 : 『サンデー毎日』第71巻第2号通巻3900号所収、毎日新聞社、1992年1月発行、p.190-200.
- 「ヘア・ヌード&ヌード大全」マタ・ハリ/ジプシー・ローズ/ハニー・レーヌほか : 『週刊現代』第41巻第1号通巻2015号所収、講談社、1999年1月発行、p.261-264.
- 『美しきもの心やさしく 秋山庄太郎「60年の軌跡」』、秋山庄太郎、高島屋日本橋店、2001年2月発行